# Karel Ludvík Jelínek
Karel Ludvík Jelínek (14. srpna 1871 Enzersdorf, Rakousko-Uhersko – 17. ledna 1934 Vídeň-Döbling) byl moravský soudce, spisovatel a básník.

## Životopis
Narodil se v rodině tesařského mistra Františka Jelínka a Marie roz. Slavíkové; v Enzersdorfu, kde rodiče přechodně dleli za výdělkem a po dvou letech se vrátili do domovské obce Bzence.
Karel Ludvík studoval gymnázium v Uherském Hradišti, práva v Praze a ve Vídni. Působil u soudu na různých místech, od roku 1920 jako vrchní rada vrchního soudu v Brně. Oženil se 6. srpna 1904 v Kyjově s Marií Josefou roz. Neugebauerovou (1884–1985). S manželkou měl syna Ivana.
Už jako student psal básně a beletrii. Jeho báseň Nový život byla r. 1892 poctěna cenou Literárního odboru Moravskoslezské besedy v Praze. Vydal knihu povídek Od Bzenca, v časopisech Lumír a Niva otiskoval básně. Přispíval i do dalších časopisů a krajinských listů, např. do Pozoru, Času, v dalších letech se jako soudce věnoval odborné právnické literatuře.
V letech 1913–1923 byl členem Moravského kola spisovatelů. Básně otiskoval pod pseudonymy Michal Rojar, Zdeněk Světlík a Zorislav Vichor. Karel Ludvík Jelínek byl pohřben v Brně na Ústředním hřbitově (sk. 85, hrob 134–135).

## Dílo
- Nový život – 1892
- Od Bzenca: Obrázky ze Slovácka – [Do starečkovy smrti. Maměnko – slyšíte? Sekáči. Kaňa blatnická. Suchá růže.] Praha: Vácslav Řezníček, 1898[5]
- Stavební právo – 1912
- Československé řízení nesporné (podle patentu z 9. srpna 1854, č. 208 ř. z.) a notářské sazby – přeložil a připravil k tisku. Brno: Stanislav Kočí, 1921
- Tři ze Slovácka – [K. L. Jelínek: Kaňa blatnická; Fr. Horenský: Holubář; Michal Srubjan: Slovácká láska]; ilustroval Jaroslav Melichárek. Praha: Vilém Šmidt, 1941